# Микиткеркаёль
Микиткеркаёль (Войвож) — река в России, протекает в Республике Коми по территории Печерского района.

## География
Устье реки находится в 33 км по левому берегу реки Малый Аранец. Длина реки составляет 21 км.

## Этимология гидронима
Микит в основе гидронима — личное имя Никита, керка на языка коми — «изба», ёль — «лесная ручка».
Второе название Войвож у коми — «северный приток», от вой «ночь», «север», «северный» и вож «приток».

## Данные водного реестра
По данным государственного водного реестра России относится к Двинско-Печорскому бассейновому округу, водохозяйственный участок реки — Печора от водомерного поста у посёлка Шердино до впадения реки Уса, речной подбассейн реки — бассейны притоков Печоры до впадения Усы. Речной бассейн реки — Печора.
Код объекта в государственном водном реестре — 03050100212103000063504.